# Evelyn Ward
Evelyn Ward (West Orange, 21 maggio 1923 – Los Angeles, 23 dicembre 2012) è stata un'attrice statunitense.
Attrice principalmente televisiva, lavorò in numerose serie per il piccolo schermo a cavallo fra gli anni cinquanta e sessanta, tra le quali sono da ricordare The Further Adventures of Ellery Queen, Perry Mason, e Il dottor Kildare
È stata sposata con l'attore Jack Cassidy dal 1948 al 1956, dal quale ha avuto David, divenuto celebre attore e cantante. In seguito si è risposata con il regista  Elliot Silverstein.

## Filmografia

### Televisione
- Manhattan Showcase (1949)
- The Mercer Girls (1953) - film TV
- Mike Hammer - serie TV, episodio 2x12 (1959)
- The Further Adventures of Ellery Queen – serie TV, episodio 1x28 (1959)
- Westinghouse Desilu Playhouse - serie TV (1960)
- Perry Mason - serie TV, episodio 6x02 (1962)
- Ben Casey – serie TV, episodio 2x17 (1963)
- Vacation Playhouse – serie TV, episodio 1x05 (1963)
- Breaking Point - serie TV, episodio 1x08 (1963)
- Il dottor Kildare (Dr. Kildare) - serie TV, episodi 1x05, 4x28 (1961-1965)
- Organizzazione U.N.C.L.E. (The Man from U.N.C.L.E.) - serie TV, episodio 2x05 (1965)